# Pianepsión
Pianepsión (en griego πυανεψιών pianepsión) es el cuarto mes del antiguo calendario griego en vigor en la región de Atenas, cuya duración era de 29 días, comprendidos aproximadamente entre el 22 de septiembre y el 20 de octubre de nuestro calendario actual. Su nombre procede de la fiesta de la Pianepsias en honor de Apolo.
En pianepsión tenían lugar, sobre todo, las siguientes festividades:
- las Apaturias, dedicadas a Zeus Fratrios y Atenea Fratria (3 días).
- las Pianepsias, dedicadas a Apolo protector de los jardines y vergeles.
- las Tesmoforias, dedicadas a Deméter y exclusivamente reservadas a las mujeres (los días 11-13, durante 3 días).
- las Oscoforias, dedicada a Dioniso y Atenea.
- las Calcieas, dedicadas a Atenea y Hefesto (el último día).